# Luna (Roman von Phillip P. Peterson)
Luna ist ein Science-Fiction-Roman des deutschen Schriftstellers Phillip P. Peterson, welcher am 25. September 2024 beim Verlag FISCHER Tor veröffentlicht wurde. Der Roman beschreibt den Absturz einer touristischen Landefähre auf dem Mond und die Planung einer Rettungsmission für die einzige Überlebende aus der Mondstation mit begrenztem Sauerstoff, wobei es zugleich auf der Erde zu Konflikten und der Suche nach einer möglichen Sabotage kommt.

## Handlung
Bei einem Touristenflug der Firma FrontierTech zum Taurus-Littrow-Gebirge auf dem Mond stürzt die Mondlandefähre Taurus I durch den gleichzeitigen Ausfall von allen drei Triebwerken ab, wobei es dabei zusätzlich zur Explosion eines Treibstofftankes kommt. Drei Insassen sterben, jedoch überlebt die Lehrerin Luna. Auf eigene Vermutung wurde sie sowohl wegen ihres passenden Namens als auch wegen ihres Berufes zur Inspiration der nächsten Generation bei einer Ausschreibung ausgewählt. Luna kann sich in die nahe Basis retten, jedoch bietet diese nur begrenzte Sauerstoffvorräte, da nur ein kurzer Aufenthalt für die Gruppe geplant war. Ihr bleiben weniger als zwei Wochen. Nach einer Nachricht zur Erde wird dort eine Eilsitzung einberufen, wobei die Flugsicherheitsbeauftragte Charlie von der FAA und der Astronaut Blake von der NASA unerwartet wieder aufeinandertreffen. Beide waren einst verheiratet gewesen, jedoch führte der plötzliche Kindstod ihres Sohnes Billy zum Zusammenbruch der Beziehung und einer Scheidung. Während Blake bereit ist, sein Leben auf einem Flug mit der baugleichen Taurus II zu riskieren, verbietet Charlie sämtliche Starts bis der katastrophale Fehler der Taurus I nicht behoben ist. Blake ist entsetzt wegen des extremen Zeitmangels und beschuldigt Charlie der persönlichen Rache an ihm, gibt aber zu, seine eingeredete Schuld am Tod von Billy unbedingt abtragen zu wollen. Zugleich kann die ESA überzeugt werden, eine anstehende Erkundungsmission der Mondpole stattdessen für eine Sauerstofflieferung an Luna zu verwenden. Beim Start kommt es aufgrund der Übereile zu einem Ausfall eines Treibstoffmoduls und nur durch Aufwendung von Resttreibstoff für die Steuerdüsen schafft es die Raumsonde zum Mond. Dort angekommen kann durch die dadurch begrenzte Steuerfähigkeit ein Absturz acht Kilometern von der Basis entfernt nicht verhindert werden. Luna kann die Strecke nicht laufen, daher wird das alte Mondauto von Apollo XVII, welches sich wegen einer geplanten Besichtigung nur einen Kilometer entfernt befindet, wieder in Gang gebracht. Luna geht jedoch die Zeit aus und nur die Rettung von einer Hälfte der Sauerstoffflaschen gelingt. Auf der Rückfahrt bleibt zudem das Mondauto stehen, sodass Luna beinahe vor Ankunft an der Basis erstickt. Charlie fliegt derweil wegen gefälschter Unterschriften und widersprüchlicher Daten nach Japan zu einer Zulieferfirma von Hardwareteilen an FrontierTech, wo bereits als Grund die Vertuschung eines Diebstahls von Dokumenten durch einen Mitarbeiter herausgefunden wurde. Unzufrieden fliegt Charlie weiter zu einer für deren Einzelteile verantwortliche Firma in China. Unerwartet kommt ein unbekannter Mann in ihr Hotel und verkündet, dass sämtliche Arbeit tadellos sei und daher kein Treffen nötig sei. Auf ihre Nachfrage nach immer noch nötiger Aufklärung erklärt der unbekannte Mann das Gespräch für beendet und verschwindet. Charlie bekommt daraufhin jedoch eine Nachricht aus Japan, dass ein ehemaliger Mitarbeiter der dortigen Zulieferfirma sich mit ihr treffen und aussagen will. Dabei kommt es jedoch zu einem Attentat auf den Mitarbeiter, welches Charlie selbst nur knapp überlebt. Inzwischen ist die Taurus II übereilig startklar gemacht worden und als entscheidender Fehler der Taurus I gilt ein inzwischen ersetzter Heliumtank. Blake fliegt zum Mond und es wird ein Eilmanöver durchgeführt, um die Ankunft um vier Stunden vor zu verlegen. Da der Sauerstoff in der Station immer mehr zur Neige geht, muss Luna sich unter Anweisung selbst ins Koma befördern. Charlie geht aufgrund einer neuen Vermutung über einen Softwarefehler einer einstigen Konkurrenzfirma von FrontierTech nachgeht. Tatsächlich hat dort ein Mitarbeiter mit einem Sabbatjahr seine frühere Anstellung bei FrontierTech verheimlicht und wollte durch eine Manipulation der Software eine unbesetzte Raumfähre als Rache für die Feuerung abstürzen lassen. Kurz darauf kam es jedoch zu einer Planänderung mit einer besetzten Mission, was der Mitarbeiter aus Angst selbst mit einem anonymen Hinweis nicht verhindert hat. Charlie erhält von dem Mitarbeiter, nun zur vollständigen Kooperation bereits, sämtliche Daten zur Behebung des Fehlers. Während des Gespräches hatte Charlie über die FAA ein Landeverbot für die Taurus II ausgesprochen. Blake widersetzt sich dem jedoch bei der dritten Umkreisung aus akutem Zeitmangel, wobei der Fehler nur wenige Momente vor der Landung überbrückt werden kann. Luna ist immer noch am Leben und kann schließlich zur Erde gerettet werden. Inzwischen hat sich zudem ergeben, dass es tatsächlich kein Problem in China gab, aber es Korruption und heimliche Geschäfte mit den Yakuza in der japanischen Firma gab. Charlie und Blake haben sich inzwischen verziehen, da beide letztendlich eingesehen haben, ihren Teil notwendig und richtig erledigt zu haben. Charlie hat eine neue Stelle in Frankfurt angenommen und Blake ist als Astronaut zurückgetreten. Beide wollen aber weiterhin Freunde bleiben.

## Kritik
Günther Freund schreibt für die Samerberger Nachrichten, der Roman „erzählt in klarer Sprache eine packende Geschichte mit psychologisch überzeugend gezeichneten Figuren“. Es ist ein „effektvoller, hochspannender und raffiniert gestalteter Weltraum-Katastrophen-Thriller, der allen technikbegeisterten Leserinnen und Lesern wärmstens empfohlen werden kann“.